# Lista najwyższych budynków na Malcie

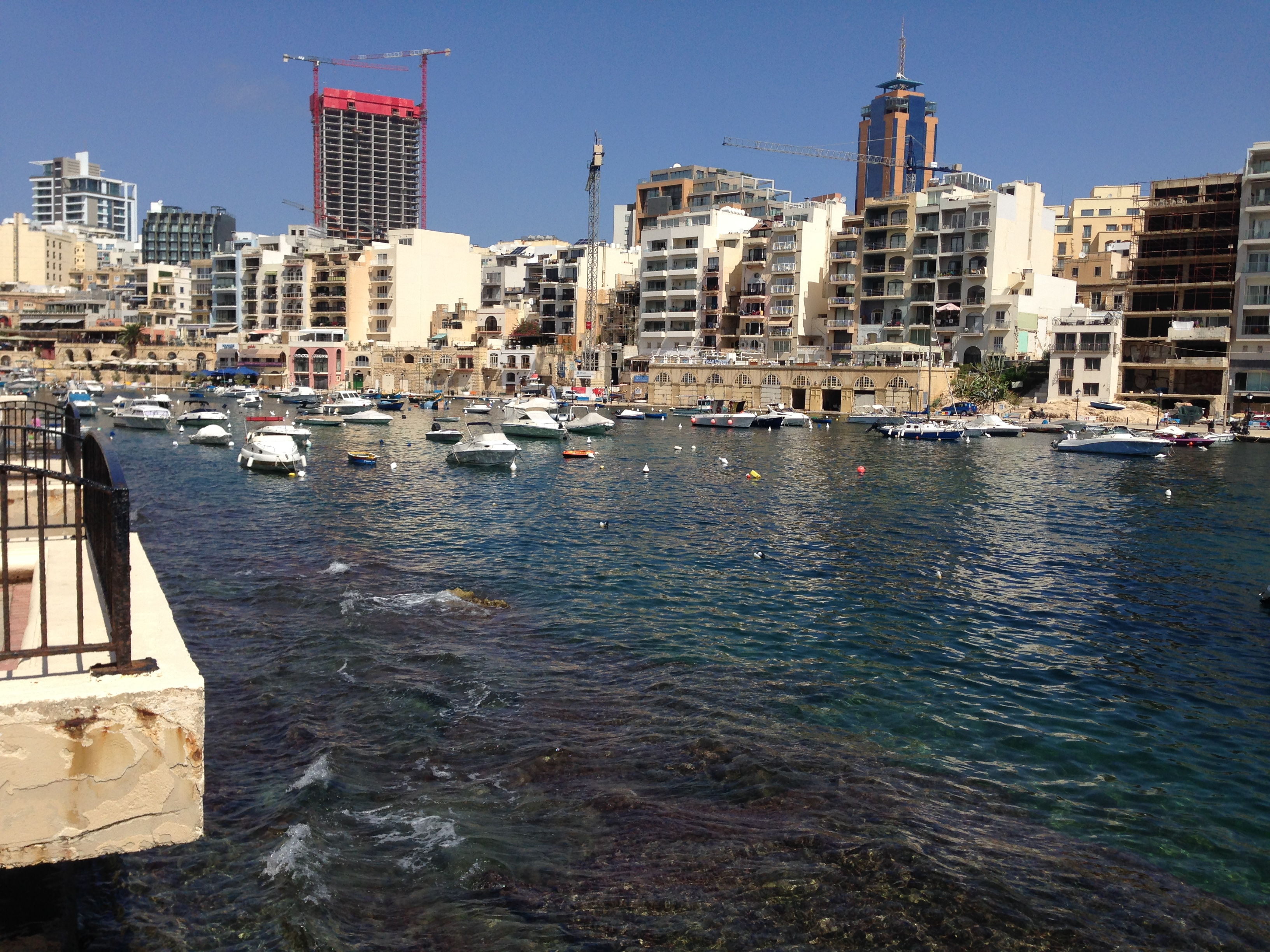
Pendergardens Residential Tower (z lewej strony zdjęcia), Mercury Tower (jeszcze w budowie) oraz Portomaso Business Tower (pomarańczowo-niebieski)

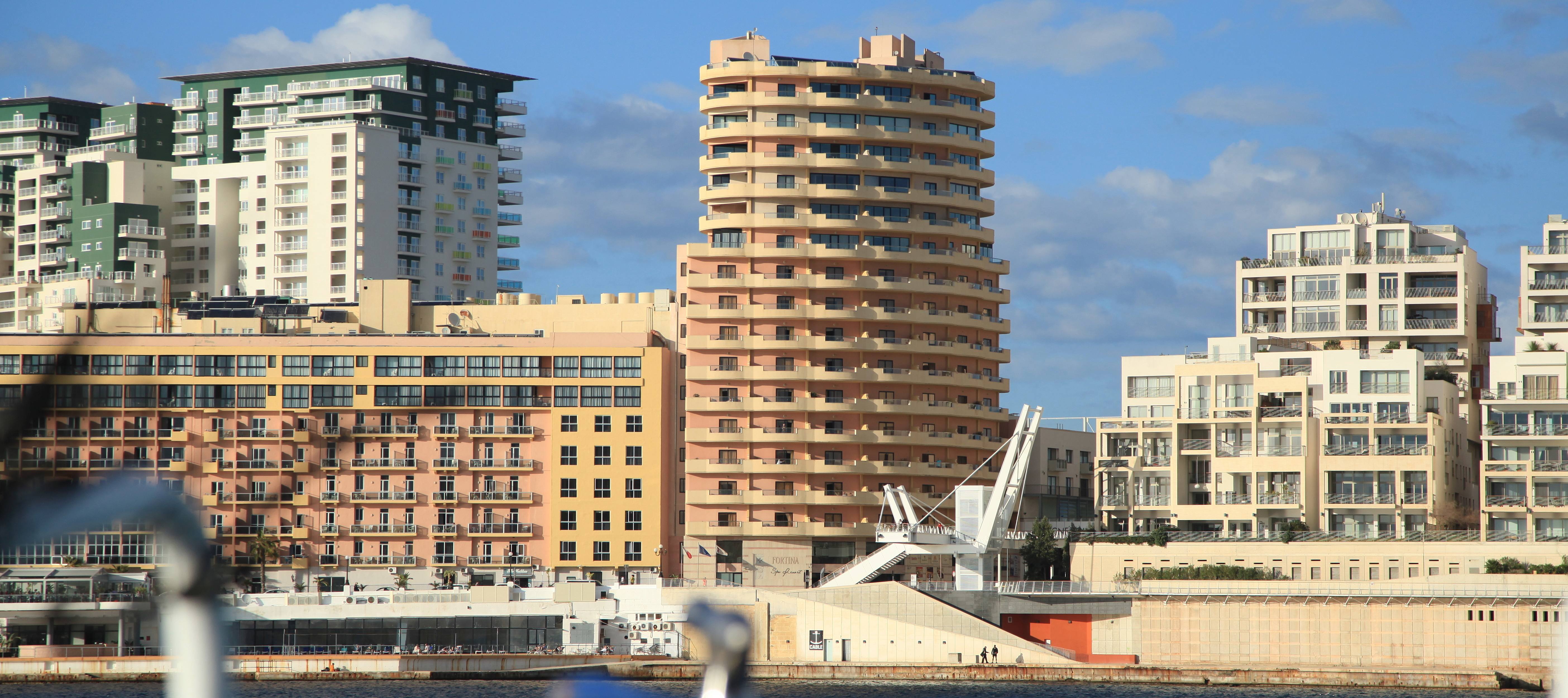
Fort Cambridge Apartments (biało-zielony kolor) oraz Hotel Fortina & Fortina Spa Resort (pomarańczowy kolor)

Większość wysokich budynków Malty zlokalizowana jest w północnej części wyspy Malta, w ścisłym centrum zespołu miejskiego Valletty, głównie w St. Julian’s i Sliemie. W latach 2000–2022 najwyższym budynkiem kraju był Portomaso Business Tower o wysokości prawie 100 metrów. Od 2022 r. miano to należy do Mercury Tower o wysokości 122 metrów. Na Malcie istnieje jeden budynek o wysokości całkowitej powyżej 100 metrów oraz łącznie 14 budynków o wysokości całkowitej powyżej 50 metrów (stan na marzec 2022 r.).
Najwyższym kościołem na Malcie jest rotunda w Xewkiji o wysokości 75 metrów.

## Najwyższe budynki
| Nr | Nazwa                              | Zdjęcie | Wysokość | Piętra | Rok budowy | Użycie            | Dzielnica      |
| -- | ---------------------------------- | ------- | -------- | ------ | ---------- | ----------------- | -------------- |
| 1  | Mercury Tower                      |         | 122      | 32     | 2023       | Mieszkalny, hotel | Saint Julian's |
| 2  | Portomaso Business Tower           |         | 98       | 23     | 2000       | Biura             | Saint Julian's |
| 3  | 14 East                            |         | 77       | 21     | 2019       | Biura, mieszkalny | Gzira          |
| 4  | Fort Cambridge Apartments South    |         | 73       | 20     | 2012       | Mieszkalny        | Sliema         |
| 5  | Fort Cambridge Apartments North    |         | 70       | 19     | 2012       | Mieszkalny        | Sliema         |
| 6  | The Quad Business Tower 4          |         | 70       | 19     | 2022       | Biura             | Birkirkara     |
| 7  | Hotel Fortina & Fortina Spa Resort |         | 62       | 17     |            | Hotel             | Sliema         |
| 8  | Mercury Tower 2                    |         | 60       | 20     |            | Hotel             | Saint Julian's |
| 9  | Pendergardens Tower 1              |         | 59       | 16     | 2019       | Mieszkalny        | Saint Julian's |
| 10 | The Quad Business Tower 3          |         | 59       | 16     | 2022       | Biura             | Birkirkara     |
| 11 | InterContinental Malta             |         | 56       | 15     | 2003       | Hotel             | Saint Julian's |
| 12 | The Quad Business Tower 1          |         | 55       | 15     | 2022       | Biura             | Birkirkara     |
| 13 | Preluna Hotel and Towers           |         | 51       | 14     | 1961/1990  | Hotel             | Sliema         |
| 14 | Q1 Tigne Point                     |         | 51       | 14     | 2018       | Mieszkalny        | Sliema         |
| 15 | Q2 Tigne Point                     |         | 51       | 14     | 2018       | Mieszkalny        | Sliema         |

## Budynki w trakcie budowy lub planowane
| Nazwa                    | Wysokość | Piętra | Status           | Użycie     | Dzielnica        |
| ------------------------ | -------- | ------ | ---------------- | ---------- | ---------------- |
| Metropolis Plaza Tower 1 | 120      | 33     | planowany        | Mieszkalny | Gzira            |
| Townsquare               | 102      | 28     | w trakcie budowy | Mieszkalny | Sliema           |
| Metropolis Plaza Tower 2 | 98       | 27     | planowany        | Mieszkalny | Gzira            |
| Vellsix Hotel            | 98       | 27     | planowany        | Hotel      | Saint Paul's Bay |
| The Exchange Tower       | 67       | 18     | planowany        | Biura      | Saint Julian's   |
| Metropolis Plaza Tower 3 | 50       | 13     | planowany        | Mieszkalny | Gzira            |
| Fort Cambridge Tower     |          | 31     | planowany        | Hotel      | Sliema           |